# Frisso
Frisso (in greco antico: Φρίξος?, Phríxos) è un personaggio della mitologia greca. Fu un principe della Beozia ed Argonauta.

## Genealogia
Figlio del re di Beozia Atamante  e di sua moglie Nefele ebbe una sorella (Elle) ed ebbe dalla sposa Calciope i figli Argeo, Mela, Frontide e Citissoro. 

Pausania attribuisce alla coppia anche un quinto figlio di nome Presbone.

## Mitologia
Frisso, a causa della gelosia per la sorella Elle della matrigna Ino (che aveva sposato il padre dopo che questi ne ripudiò la madre) rischiò di essere sacrificato con lei per placare una carestia (sempre causata dagli inganni di Ino) e per evitarlo chiese aiuto alla madre (Nefele) che per salvarlo assieme alla sorella chiese aiuto alla dea Era che gli diede il Crisomallo (l'ariete dal vello d'oro) con il quale i figli avrebbero potuto fuggire e sottrarsi alla minaccia. 

Così Nefele inviò l'animale ai suoi figli ed una volta raggiunti questi parlò a Frisso, infondendogli coraggio e convincendoli a salirgli in groppa per volare via, iniziando così uno straordinario viaggio che li portò a sorvolare i mari e le terre fino a quando Elle si addormentò lasciando la presa e cadendo in mare annegandovi.

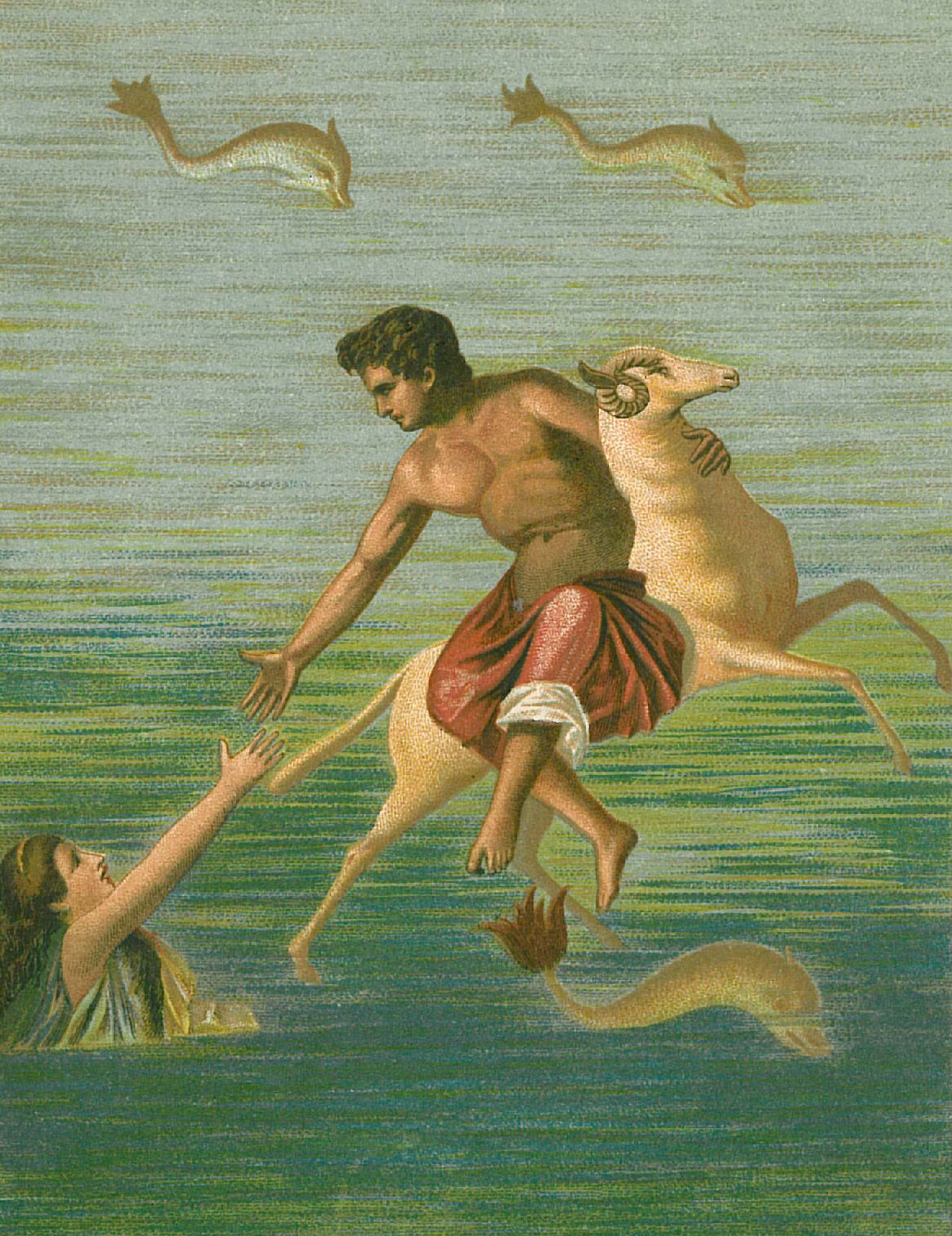
Frisso e la sorella Elle caduta in mare

Frisso invece, proseguì nel suo viaggio e raggiunse la Colchide dove regnava il re Eete, figlio di Elio e di Perseide e fratello della maga Circe. 

Questi l'accolse benevolmente e gli diede in sposa la figlia Calciope ricevendo in cambio il sacrificio dell'ariete a Zeus ed il suo manto (il vello d'oro) per sé. Eete così lo consacrò ad Ares e lo fece inchiodare ad una quercia in un bosco sacro e mettendovi di guardia un drago che non dormiva mai.
Frisso visse così presso la corte di Eete fino a giungervi anziano ma un giorno Eete venne a sapere da un oracolo che sarebbe morto per mano di un discendente di Eolo e così uccise Frisso.
I suoi figli invece riuscirono a ritornare ad Orcomeno dove ritrovarono il loro regno.